# タイルマップサービス
タイルマップサービス（英: Tile Map Service、TMS）はOpen Source Geospatial Foundationによって開発された地図タイルの仕様である。一般的にURIの構造で定義され、RESTの方針を満たすことが望ましい。TMSのプロトコルは シンプルなOpenStreetMapの標準と複雑な Web Map Serviceの差を埋め、シンプルなタイルのURLを提供しながら異なる空間参照系に対応することができる。

## サポート
デスクトップアプリケーションを含む多くのウェブマッピングクライアントとサーバがTMSに対応しているが、商用マッピングアプリケーションではWeb Map Serviceプロトコルの方がより広く採用されている。JavaScriptライブラリであるOpenLayersはTMSをネイティブサーポートしており、またGoogle Maps APIではURLテンプレートを使うことでTMSの利用が可能になる。TileCacheはTMSをサポートする最も有名なサーバーアプリケーションの一つで、またmod_tileや TileLite のようなサーバアプリケーションもOpenStreetMapの標準をデファクトスタンダードとしている。

## WMTS
TMSはOGCの標準であるOpenGISのWMTSの基礎になっている。

## 参考
1. ↑  “OpenGIS Web Map Tile Service Implementation Standard”.   OGC (2010年3月9日). 2014年4月10日閲覧。